# Solution 7
Solution 7 è il primo EP della band melodic death metal Norther, uscito nel 2005 per la Spinefarm Records.
Il nome del disco è dovuto al fatto che è la settima pubblicazione della band (contando anche il DVD Spreading Death).

## Tracce
1. Day Zero
2. YDKS
3. Hellhole
4. Thorn
5. Chasm (remix)

## Formazione
- Petri Lindroos - voce death, chitarra
- Kristian Ranta - chitarra, voce
- Jukka Koskinen - basso
- Tuomas Planman - tastiere
- Heikki Saari - batteria